# Thallomys
Thallomys és un gènere de rosegadors de la subfamília dels murins, format per quatre espècies.

## Distribució i hàbitat
Viuen a l'Àfrica Austral i l'Àfrica oriental, on viuen des d'Etiòpia i Somàlia fins a Angola i Sud-àfrica. El seu hàbitat són els arbustos i altres hàbitats oberts, on sovint es troben les acàcies. D'aquí prové el seu nom comú en altres llengües.

## Descripció
Tenen a una longitud conjunta del cap i del cos que fa entre 12 i 16 centímetres, a més d'una cua que fa entre 13 i 21 centímetres de llargada. El seu pes oscil·lar entre 63 i 100 grams. El pelatge és de color gris groguenc o marró grisos a la part superior, mentre que és blanc al ventre i a les potes. Els pèls són bastant llargs.

## Ecologia
Poden escalar bé i construir els seus nius a les branques o en forats entre les arrels. En general, en un gran arbre hi viu un grup, format per com a màxim de dues parelles adultes i la seva descendència. El seu aliment consisteix en brots, fulles i sucs d'arbres, i de vegades insectes o fruites.

## Taxonomia
Les espècies d'aquest gènere formen part de la Divisió Oenomys, dins la tribu dels arvicantinis. Les quatre espècies del gènere són:
- Thallomys loringi
- Thallomys nigricauda
- Rata de les acàcies (T. paedulcus)
- Thallomys shortridgei

## Estat de conservació
Excepte Thallomys shortridgei, del qual no es coneix en quin grau de perill es troba, atès que no s'ha fet cap observació recentment, segons la UICN les altres tres espècies no estan en perill.